# Cool Japan

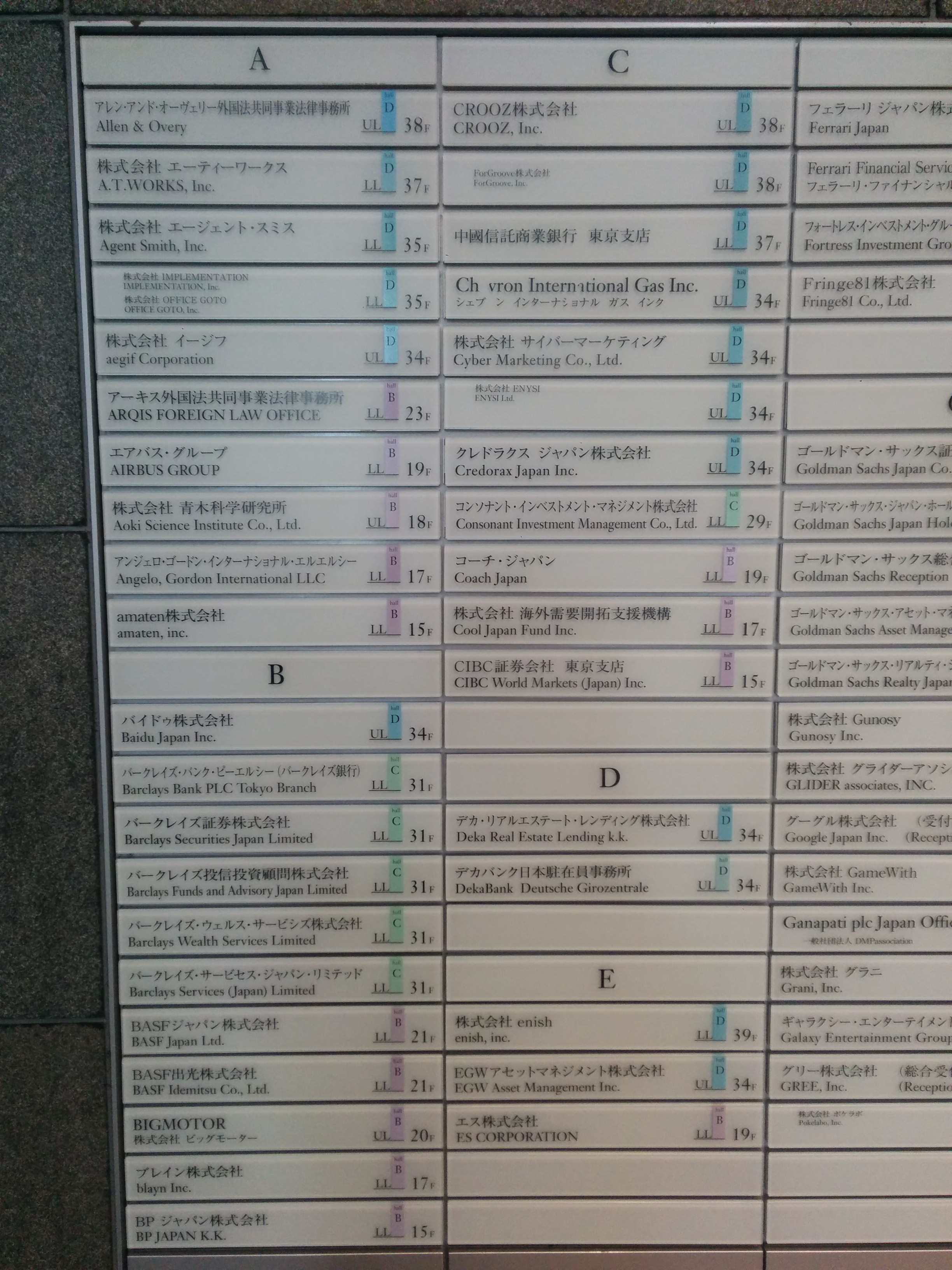
A Cool Japan Fund Inc. possui uma sede na Torre Roppongi Mori.

O Cool Japan (クールジャパン, Kūru Japan), associado a "Gross National Cool", é um conceito que define a posição emergente do Japão como uma superpotência cultural. A sua popularidade deu-se pelos meios de comunicação social e académicos, o termo "Cool Japan" foi adotado pelo governo japonês e por órgãos comerciais que buscavam explorar o capital comercial da indústria cultural do país. O termo tem sido descrito como uma forma de poder de convencimento, "a capacidade de influenciar indiretamente o comportamento ou os interesses através dos meios culturais ou ideológicos".